# نیکولا ملادنوویچ
نیکولا ملادنوویچ (انگلیسی: Nikola Mladenović؛ زادهٔ ۱۶ ژوئن ۱۹۹۲) بازیکن فوتبال اهل آلمان است.
از باشگاه‌هایی که در آن بازی کرده‌است می‌توان به باشگاه فوتبال دارمشتات ۹۸ اشاره کرد.